# Statsanerkendt museum
Statsanerkendte museer i Danmark er museer med et særligt ansvarsområde indenfor kunst-, kultur- eller naturhistorie. Museerne er modsat de statslige enten kommunalt ejet, selvejende eller foreningsejet, men modtager statsligt driftstilskud i henhold til museumsloven under tilsyn af Slots- og Kulturstyrelsen. Der var i 2020 97 statsanerkendte museer i Danmark, et antal der med årene er blevet mindre pga. fusioner mellem mindre selvstændige museer. Mange statsanerkendte museer har flere besøgsadresser spredt ud over et større geografisk område og gerne med en kombination af flere ansvarsområder indenfor kunst-, kultur- eller naturhistorie.
Det er Slots- og Kulturstyrelsen, som indstiller til kulturministeren, om et museum kan statsanerkendes, men har ud fra et praktisk-politisk synspunkt gennem de senere år været tilbageholdende med at foretage nye indstillinger. I vurderingen om en indstilling indgår bl.a., om ansvarsområdet er væsentligt og ikke i forvejen dækket af andre statsanerkendte eller statslige institutioner, og om museet i stedet med fordel kunne fusionere med et allerede statsanerkendt museum. Museet skal desuden - ud over at følge forpligtelserne i museumsloven - på forhånd være garanteret et årligt driftstilskud eksempelvis fra en kommune. Museet skal dertil også have en rimelig museumsfaglig og bygningsmæssig standard. 